# علیرضا اکبرپور
علیرضا اکبرپور (زاده ۲۰ اردیبهشت ۱۳۵۲ در تبریز) بازیکن فوتبال سابق اهل ایران است. او سابقه بازی در تیم استقلال را در کارنامه دارد.

## حضور در استقلال تهران
اکبرپور پس از انجام ارائه بازی‌های درخشان از خود در ماشین‌سازی تبریز، در سال ۷۵ توسط ناصر حجازی به استقلال تهران پیوست. بازیهای سرعتی و تکنیکی و گیج کننده وی حیرت آور بود . در همان سال اول اکبرپور بهترین بازیکن سال شد . بازیهای او به قدری برای مدافعان مقابلش  ویرانگر بود که به  وی لقب هرکول جیبی دادند.  وی از بازیکنان استقلال در مسابقات جام باشگاه‌های آسیا سال ۱۹۹۹ بود که به مقام نایب قهرمانی مسابقات دست پیدا کرد.
آخرین فصل حضور او در تیم استقلال به سال ۸۵_۱۳۸۴ بر می‌گردد و پس از آن به تیم همای تهران پیوست و در همان تیم در سال ۱۳۸۸ از فوتبال خداحافظی کرد.

## دوران مربیگری
اکبر پور ابتدا با تیم ماشین‌سازی تبریز مربیگری را آغاز کرد و سرمربی این تیم در لیگ دسته یک آزادگان در فصل ۹۱ شد و بعد از آن مدتی در. تیم امیدهای استقلال تهران به عنوان مربی ادامه داد و در اواخر فصل ۹۷ با درخواست محمد مؤمنی مدیر وقت آکادمی استقلال تهران سرمربی تیم نونهالان این باشگاه گردید.
اکبرپور در فصل ۹۹–۱۳۹۸ بعنوان سرمربی تیم نوجوانان استقلال تهران از طرف محمد مؤمنی مدیر وقت آکادمی استقلال برای حضور در مسابقا ت لیگ برتر انتخاب گردید.
وی در حال حاضر سرمربی تیم لیگ سومی  ،رخش خودرو آذربایجان می باشد و رتبه اول را دردجدول را کسب کرده و شانس اول صعود به لیگ دسته دوم کشور کشور می باشد

## دوره های مربیگری
- مدرک مربیگری آ (A) از کنفدراسیون آسیا[۸]

قهرمانی با داماش گیلان در سه سال پیاپی 

## افتخارات
قهرمان لیگ فوتبال ایران 
قهرمان لیگ  ( ۲ ) بار    جام آزادگان ۷۷_۱۳۷۶ ،  ۸۰_۱۳۷۹
قهرمان لیگ ( ۱ )  بار    لیگ برتر خلیج فارس ۸۵_۱۳۸۴
قهرمانی جام حذفی
قهرمان جام حذفی فوتبال ایران ( ۲ )  بار ۱۳۷۸__ ۱۳۸۰
نایب قهرمان  جام باشگاه‌های آسیا  ۱۹۹۹
قهرمان جام ترکمنستان ۱۳۷۶
قهرمان جام خزر ۱۳۷۶
رتبه سوم جام باشگاه های آسیا با منصور پورحیدری 
همچنین علیرضا اکبر پور بهترین و فنی ترین بازیکن لیگ ۱۳۷۶ انتخاب شد